# Combat de Bubierca
Guerre d'indépendance espagnole
Batailles
- Durango (10-1808)
- Balmaseda (11-1808)
- Burgos (11-1808)
- Roses (11-1808)
- Espinosa (11-1808)
- Tudela (11-1808)
- Bubierca (11-1808)
- Somosierra (11-1808)
- Cardedeu (12-1808)
- Saragosse (12-1808)
- 1re Molins de Rei (12-1808)
- Sahagún (12-1808)
- Benavente (12-1808)
- Mansilla (12-1808)
- Castelló d'Empúries (01-1809)
- Cacabelos (01-1809)
- Lugo (01-1809)
- Zamora (01-1809)
- Astorga (01-1809)
- La Corogne (01-1809)

Le combat de Bubierca se déroule le 29 novembre 1808 à Bubierca, en Espagne, dans le cadre de la guerre d'indépendance espagnole. Il oppose une division française sous les ordres du général David-Maurice-Joseph Mathieu de La Redorte à un contingent d'arrière-garde espagnol dirigé par le général Francisco Javier Venegas. L'affrontement se solde par une victoire française.

## Forces en présence
Parmi les forces dont dispose Venegas se trouvent le bataillon des volontaires de Salamanque, le régiment de Burgos, le régiment des Órdenes Militares, le bataillon de Campo Maior, le régiment de Navas de Tolosa et le régiment d'Irlande, soit 2 430 fantassins. Venegas décide toutefois de se passer de son artillerie, estimant que le terrain ne se prête pas à son utilisation et que sa présence risque de retarder la retraite de ses troupes. Les canons espagnols se retirent donc, escortés par le régiment de cavalerie España, ce qui ne laisse à Venegas que 677 sabres, principalement du régiment de Bourbon. L'effectif total de l'arrière-garde espagnole s'élève à 3 107 hommes.
Venegas déploie ses troupes sur une colline bordée par la rivière Jalón. Il masse la fraction la plus importante de son armée le long de ce cours d'eau, sur son aile gauche, là où il juge probable que les Français attaqueront avec le gros de leurs forces. Le village de Bubierca, au centre, et le lit de la rivière, à droite, sont plus faiblement défendus.
Face à lui, le général David-Maurice-Joseph Mathieu de La Redorte s'avance avec un contingent de 7 966 soldats issus des 25e et 27e de ligne (formant la 1re brigade) et des 50e et 59e de ligne (constituant la 2e brigade) ainsi que du régiment des lanciers polonais de la Vistule.

## Déroulement du combat
Comme prévu par Venegas, les hostilités s'engagent sur le flanc gauche espagnol, où la supériorité numérique des Français contraint progressivement les défenseurs à céder du terrain. Du fait de l'attaque des Impériaux et du repli de l'aile gauche, les troupes de Venegas laissées en garnison dans Bubierca se retrouvent dans une position précaire, ce qui force le général espagnol à intervenir personnellement pour redresser leur moral. En dépit de leur avantage, les unités françaises avancent avec précaution, probablement par crainte que l'armée du Centre du général Castaños ne vienne au secours de son arrière-garde.
Alors que la journée touche à sa fin et que l'hypothèse d'un renfort espagnol est définitivement écartée, Mathieu ordonne l'assaut final. L'aile droite de Venegas, accablée sous le nombre, est rompue, ce que voyant, le centre espagnol, à présent menacé d'encerclement, recule. Bien que l'ordre de repli ne soit parvenu que tardivement à certaines unités espagnoles du centre, entraînant leur capture, la majeure partie de l'armée de Venegas parvient à s'extraire du champ de bataille sous la protection efficace de sa cavalerie, dont les charges feintes stoppent la poursuite française.

## Conséquences
L'affrontement s'achève sur une victoire tactique française. Les pertes de Mathieu sont de 90 tués ou blessés tandis que celles des Espagnols sont de 200 morts (d'après les estimations françaises), un nombre important de blessés et 346 prisonniers. Le 30 novembre, les troupes de Venegas rattrapent le détachement d'artillerie parti la veille à Alhama de Aragón. Mathieu, de son côté, interrompt la poursuite à Cetina pour se conformer aux instructions de son supérieur, le maréchal Moncey, qui souhaite regrouper ses forces en vue du siège de Saragosse.